# Robert L. Brownell, Jr.
Robert Leo „Bob“ Brownell, Jr. (* 8. Juli 1943 in San Pedro, Kalifornien) ist ein US-amerikanischer Walforscher.

## Leben
Brownell war von 1963 bis 1967 wissenschaftlicher Assistent für Meeressäuger im Walforschungslabor am Little Company of Mary Hospital in San Pedro, Kalifornien. 1967 schloss er sein Grundstudium an der San Diego State University ab. 1975 erhielt er das Diplom in den Agrarwissenschaften von der Universität Tokio. Von 1975 bis 1978 sowie von 1984 bis 1986 war er Vorsitzender des Unterkomitees für Kleinwale bei der Internationalen Walfangkommission (IWC). Von 1975 bis 1976 sowie 1985 bis 1990 war er wissenschaftlicher Berater bei der Society of Marine Mammalogy. Von 1977 bis 1992 war er Sekretär für Meeressäuger am National Ecology Research Center des United States Fish and Wildlife Service. Von 1986 bis 1988 war er Vizevorsitzender und von 1989 bis 1991 Vorsitzender des wissenschaftlichen Ausschusses der Internationalen Walfangkommission. Von 1993 bis 2002 war er Direktor der Protected Resources Division (PRD) beim National Marine Fisheries Service (NOAA Fisheries) in La Jolla, Kalifornien. Seit 2002 ist er leitender Wissenschaftler am NOAA Southwest Fisheries Science Center.
Brownell hat Forschungen zur Biologie und zum Schutz von Bartenwalen, Delfinen und Schweinswalen in der ganzen Welt durchgeführt, mit Studienschwerpunkten in Mexiko, Südamerika, Japan und Russland. Seit 1995 leitet er die US-amerikanische Delegation bei der gemeinsamen russisch-amerikanischen Forschung über den Grauwal vor der Insel Sachalin. Er hat über 200 wissenschaftliche Arbeiten, Buchkapitel und Managementdokumente zu verschiedenen Aspekten der Biologie, Erhaltung und die wirtschaftliche Nutzung von Walen, Delfinen und Schweinswalen veröffentlicht. 1975 wurde er Mitglied der US-Delegation bei der Internationalen Walfangkommission.
Brownell ist Mitglied der American Society of Mammalogists, der Society of Marine Mammalogy (wo er von 1988 bis 1990 Präsident war), der American Association for Zoological Nomenclature, der Society for Conservation Biology, der Xerces Society und der Society of Vertebrate Paleontology.
2005 verfasste Brownell in Zusammenarbeit mit James G. Mead das Kapitel über die Wale und Delfine im Standardwerk Mammal Species of the World von Don E. Wilson und DeeAnn M. Reeder. 2014 war er beim vierten Band des Handbook of the Mammals of the World Co-Autor des Kapitels über die Glattwale.